# Charóndas
Charóndas, řecky Χαρονδας (asi 7. století př. n. l.) byl řecký filozof a zákonodárce.
Vydal veršovaný zákoník pro Řeky v sicilské kolonii Katané; brzy se rozšířil i do jiných oblastí. V zákoníku mj. zavedl povinnou státem financovanou výuku čtení a psaní pro syny všech občanů.
Dle tradice jednou ve spěchu zapomněl odložit zbraň a vstoupil s ní do lidového shromáždění, ačkoli jeho vlastní zákon trestal takové jednání smrtí. Jakmile byl na své pochybení upozorněn, vlastní rukou se probodl, čímž dal důkaz své stálosti a úcty k právu.